# George Colman der Jüngere

George Colman der Jüngere

George Colman der Jüngere (* 21. Oktober 1762 in London; † 17. Oktober 1836 ebenda) war ein englischer Dramatiker und Theaterleiter. Er war ein Sohn des Schriftstellers George Colman der Ältere.

## Leben
George Colman erhielt seine erste Bildung in der Westminster School und besuchte dann die Christ Church (Oxford).  Bald wurde er aber, um ihn den Zerstreuungen dieser Hochschule zu entziehen, nach der schottischen Universität Aberdeen geschickt. Hier veröffentlichte er sein erstes Gedicht, The man of the people, eine Satire auf Charles James Fox. Ebenfalls schrieb er hier sein erstes Theaterstück, The Female Dramatist (1782), eine Posse mit Gesang, die auf Tobias Smolletts Schelmenstück The Adventures of Roderick Random basiert und von seinem Vater auf die Bühne des Haymarket Theatre, London, gebracht wurde, aber durchfiel. Besseren Erfolg hatte sein zweiter Versuch Two to One (1784), der den Beruf Colmans für das Theater entschied. Sein Singspiel Turk or no Turk (1785) wurde gleichfalls mit Beifall aufgenommen. Ein gelungenes Werk Colmans stellt auch die am 4. August 1787 im Haymarket Theatre uraufgeführte Oper in drei Akten Inkle und Yarico dar. Die Musik dazu stammt von Samuel Arnold.
Seit 1789 fungierte Colman als Leiter des Haymarket Theatre anstelle seines erkrankten Vaters und bezog dabei ein jährliches Gehalt von 600 Pfund. Nach dem Tod seines Vaters 1794 kaufte er das Theater. Er schrieb für diese Bühne eine Reihe von Opern, Possen, Schauspielen und Lustspielen, die sich, fast durchgängig positiv bewertet, zum Teil lange im Repertoire englischer Theater hielten. Unter den letzteren sind The Iron Chest (1796, nach William Godwins Roman Adventures of Caleb Williams (1794) bearbeitet), The Poor Gentleman (1802) und John Bull (1803, von Walter Scott für das beste neuere englische Lustspiel erklärt) die vorzüglichsten und zeichnen sich durch Geschmack, Kenntnis des wirklichen Lebens, Humor und Munterkeit aus. Im 1797 uraufgeführten Lustspiel The Heir at Law schuf Colman  mit der Rolle des ältlichen Pedanten Dr. Pangloss eine herausragende komische Figur.
Colman half auch das deutsche Drama zu verspotten, insbesondere Goethes Stella, im Anti-Jacobin (1797). Ferner liebte er es, das Sentimentale im Stil Sternes mit dem Heiteren zu vermischen. Nicht minder gelangen ihm satirische Porträts. Erwähnenswert ist auch eine poetische Burleske Colmans, die 1797 unter dem Titel My Night Gown and Slippers und 1802 in einer neuen Auflage mit Zusätzen als Broad Grins (8. Aufl. 1839) erschien. In den Poetical Vagaries (1812), Vagaries Vindicated (1813) und Eccentricities for Edinburgh (Gedichte, 1816) hält der Humor nicht immer die Grenzen des Anstandes ein.
Bereits 1784 hatte Colman eine Schauspielerin, Clara Morris, geheiratet. Viele Hauptrollen seiner Stücke waren vornehmlich für Mrs. Gibbs, geb. Logan, geschrieben, die er nach dem Tod seiner ersten Gattin heimlich geheiratet haben soll.
Als fröhlicher Gesellschafter war Colman auch in den höchsten Kreisen beliebt. Georg IV. war sein besonderer Gönner, und er speiste mit Sheridan oft an der königlichen Tafel. Seine Leitung des Haymarket Theatre fiel jedoch in pekuniärer Hinsicht nicht glücklich aus; auch wurde er in einen Rechtsstreit mit Thomas Harris verwickelt. Er geriet in Schulden und musste 1805 einen Anteil am Theater und 1820 schließlich seinen restlichen Anteil veräußern. Auch hatte er  im Schuldgefängnis einzusitzen, wurde jedoch durch die Gunst des Königs befreit.  Dieser ernannte ihn zum Exon (Offizier) der Yeomen of the Guard, welche Würde Colman an den Meistbieter verkaufte. Der Herzog von Montrose übertrug ihm 1824 das Amt eines Theaterzensors (licenser) mit jährlich 300 bis 400 Pfund Sterling Besoldung. Allerdings zog er sich in Ausübung dieses Amts aufgrund seiner Strenge die Feindschaft der zeitgenössischen dramatischen Schriftsteller zu. 
Das letzte Werk Colmans waren die Memoiren seines Lebens, namentlich seiner Jugendzeit, die er unter dem Titel Random Records (2 Bde., London 1830) herausgab und die lebendige Einblicke in das Londoner Theaterwesen gewähren. Colman starb am 17. Oktober 1836 im Alter von 74 Jahren in Brompton, London und wurde an der Seite seines Vaters in der Kensington Church beigesetzt. Eine neue Ausgabe von Broad Grins and Other Humorous Works besorgte Buckstone (London 1872).

## Werke (Auswahl)
- The Female Dramatist, Posse, 1782
- Two to One, komische Oper, 1784
- Turk or no Turk, Singspiel, 1785
- Inkle and Yarico, Oper, 1787, Musik von Samuel Arnold
- Ways and Means, Lustspiel, 1788
- The Battle at Hexham, Drama, 1789
- The Surrender of Calais, 1791
- The Mountaineers, 1794
- The Iron Chest, Tragödie, 1796
- The Heir at Law, Komödie, 1797
- Anti-Jacobin, 1797
- My Nightgown and Slippers, poetische Burleske, 1797; neue Ausgabe unter dem Titel Broad Grins, 1802
- Bluebeard, Oper, 1798, Musik von Kelly
- The Poor Gentleman, Komödie, 1801
- Love Laughs at Locksmiths, Posse, 1803
- John Bull, or an Englishman’s Fireside, Komödie, 1803
- Gay Deceivers, 1804
- Who Wants a Guinea?, dreiaktige Komödie, 1805
- The Africans, 1808
- X. Y. Z., 1810
- Poetical Vagaries, 1812
- Vagaries Vindicated, 1813
- Eccentricities for Edinburgh, Gedichte, 1816
- The Law of Java, 1822
- Dramatic Works, herausgegeben mit einer Biographie Colmans von J. W. Lake, 4 Bde., Paris 1827
- Random Records, Autobiographie, 2 Bde., London 1830
- Poetical Works, London 1840